# Marketa Lazarová
Marketa Lazarová é um filme tchecoslovaco de 1967 do gênero drama histórico dirigido por  František Vláčil. O filme é uma adaptação do romance homônimo do escritor Vladislav Vančura. O filme conta a história da filha de um senhor feudal que é sequestrada por ladrões e acaba virando amante de um deles.
Marleta Lazarová foi eleito o melhor filme tcheco de todos os tempos segundo uma pesquisa realizada em 1998, a pesquisa contava com a opinião de críticos de cinema e publicitários.
O romance de Vladislav Vancura Marketa Lazarová foi baseado em uma antiga lenda tchecoeslovaca.

## Produção
O desenvolvimento do filme levou três anos. O filme começou a ser rodado em 1965 e levou 548 dias para ser finalizado. O filme teve várias locações na atual República Checa, como Lánská obora, Mrtvý luh ou Castelo Klokočín. O orçamento previsto foi de 7 milhões de coroas, mas o filme custou quase 13 milhões de coroas no final. O exorbitante preço do filme foi uma das razões para fazer O Vale das Abelhas em que Vláčil usa os trajes e decorações destinados a Markéta Lazarová. O filme foi finalizado em 1967.

## Recepção
Em seu lançamento o filme recebeu aclamação mundial. O filme tem 100% no Rotten Tomatoes baseado em nove críticas.

## Remasterização
O filme ganhou uma versão remasterizada, tanto em Blu-ray quanto em DVD, permeada de extras sobre a produção em 2012 pela Criterion Collection.